# Анніке Кран
Анніке Кран (нім. Annike Krahn, 1 липня 1985, Бохум) — німецька футболістка, Олімпійська чемпіонка. Захисник. Виступала в складі національної збірної Німеччини. Останнім клубом був леверкузенський «Баєр 04».

## Ігрова кар'єра
Вихованка клубів «Вестфалія Вейтмар 09», «Вальдесранд-Лінден», ТуС «Гарпен» і «Ваттеншайд 09».
Анніке розпочала свою кар'єру 2004 виступами за дорослу команду «Дуйсбург 2001». Відіграла за команду з Дуйсбургу вісім сезонів (146 матчів, 8 голів).
20 липня 2012, підписала контракт з французьким «Парі Сен-Жермен» за формулою два + один.
Сезон 2015/16 розпочала в складі леверкузенського «Баєр 04».
Після завершення сезону 2016/17, 10 травня оголосила про завершення кар'єри гравчині.

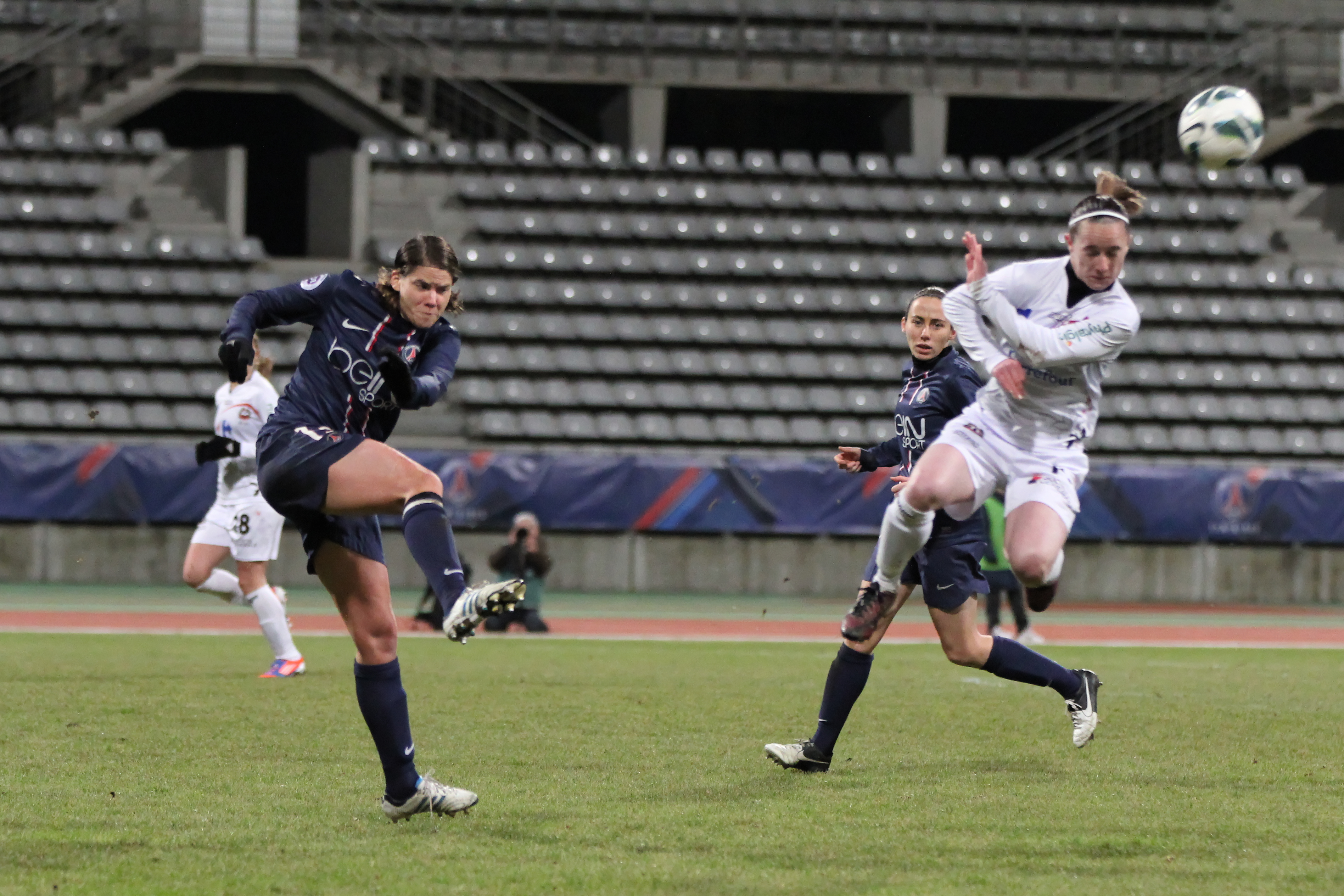
Анніке (ліворуч) у складі «Парі Сен-Жермен», 2012 рік.

## Збірна
У складі юніорської збірної Німеччини виграла чемпіонат світу серед U-19. На юніорському рівні провела 29 матчів, забила 10 голів.
З 2005 по 2006 залучалась до складу молодіжної збірної Німеччини, провела в складі молодіжної збірної 8 матчів. 
У складі національної збірної Німеччини виступала з 2005 по 2016. Олімпійська чемпіонка 2016.
23 серпня 2016 року Анніке оголосила про завершення кар'єри гравця національної збірної.

### Голи в складі збірної
| Кран – голи за національну збірну | Кран – голи за національну збірну | Кран – голи за національну збірну | Кран – голи за національну збірну | Кран – голи за національну збірну | Кран – голи за національну збірну | Кран – голи за національну збірну |
| #                                 | Дата                              | Місце                             | Суперник                          | Гол                               | Рахунок                           | Турнір                            |
| --------------------------------- | --------------------------------- | --------------------------------- | --------------------------------- | --------------------------------- | --------------------------------- | --------------------------------- |
| 1.                                | 22 вересня 2007                   | Ухань, Китай                      | Північна Корея                    | 3–0                               | 3–0                               | чемпіонат світу 2007              |
| 2.                                | 1 листопада 2007                  | Волендам, Нідерланди              | Нідерланди                        | 1–0                               | 1–0                               | Кваліфікація ЧЄ-2009              |
| 3.                                | 29 травня 2008                    | Кассель, Німеччина                | Уельс                             | 3–0                               | 4–0                               | Кваліфікація ЧЄ-2009              |
| 4.                                | 27 серпня 2009                    | Тампере, Фінляндія                | Франція                           | 2–0                               | 5–1                               | чемпіонат Європи 2009             |
| 5.                                | 26 жовтня 2013                    | Копер, Словенія                   | Словенія                          | 4–0                               | 13–0                              | Кваліфікація ЧС-2015              |

## Титули і досягнення

### Клубні
«Дуйсбург 2001»
- Володарка Ліги чемпіонів (1): 2009
- Володарка Кубка Німеччини (2): 2009, 2010

### Збірна
- Чемпіонка світу (1): 2007
- Чемпіонка Європи (2): 2009, 2013
- Олімпійська чемпіонка (1): 2016.
- Чемпіонка Європи серед юніорок (1): 2000
- Бронзова призерка Олімпійських ігор (1): 2008.